# Matucana
Matucana Britton & Rose è un genere di piante succulente della famiglia delle Cactacee, endemico del Perù.
Il nome deriva dal luogo di origine, la città di Matucana.

## Descrizione
I loro fusti si presentano sia a forma globulare che cilindrica; composta da numerose costolature, la pianta è anche molto spinosa.
La matucana non è molto fiorifera, ma quando emette fiori questi spuntano all'apice della pianta e sono di un bel colore rosso o giallo.

## Tassonomia
Il genere comprende le seguenti specie:
- Matucana aurantiaca (Vaupel) Buxb.
- Matucana aureiflora F.Ritter
- Matucana formosa F.Ritter

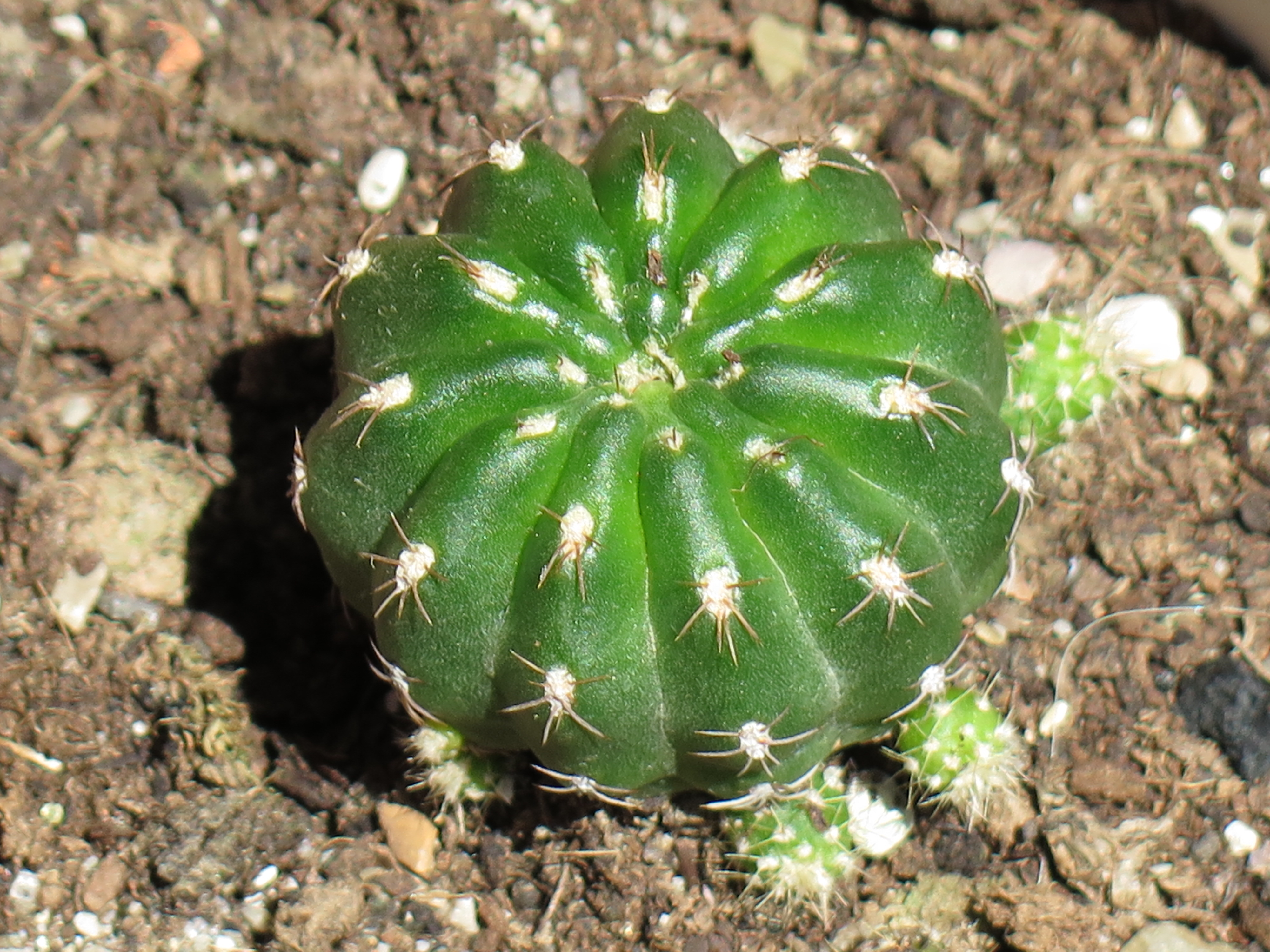
Matucana aurantiaca subsp. polzii

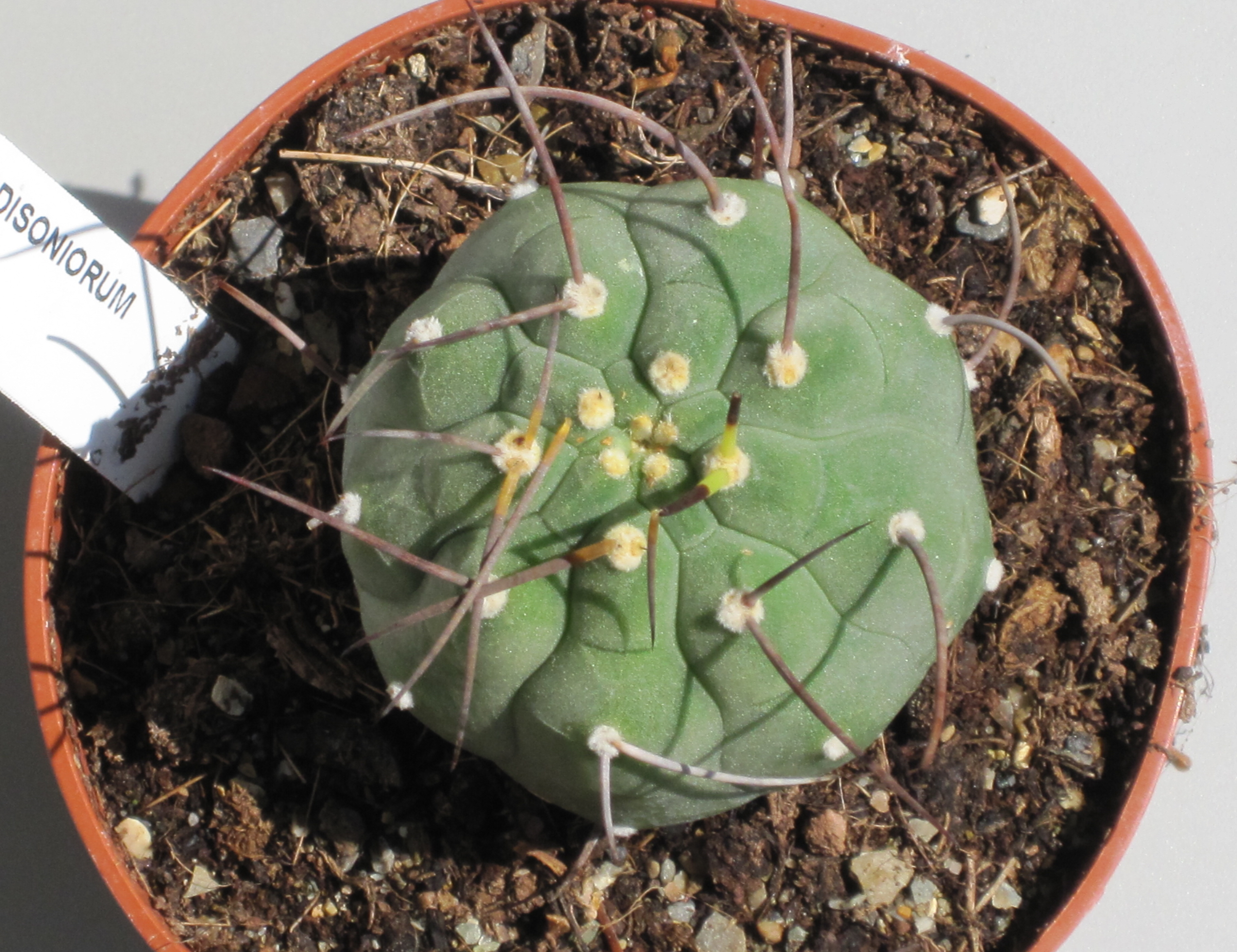
Matucana madisoniorum

- Matucana haynei (Otto ex Salm-Dyck) Britton & Rose
- Matucana hoxeyi (G.J.Charles) G.J.Charles
- Matucana huagalensis (Donald & A.Lau) Bregman, Meerst., Melis & A.B.Pullen
- Matucana intertexta F.Ritter
- Matucana klopfensteinii Cieza & Pino
- Matucana krahnii (Donald) Bregman
- Matucana madisoniorum (Hutchison) G.D.Rowley ex D.R.Hunt
- Matucana oreodoxa (F.Ritter) Slaba
- Matucana paucicostata F.Ritter
- Matucana pujupatii (A.B.Lau & Donald) Bregman
- Matucana rebutiiflora G.J.Charles
- Matucana ritteri Buining
- Matucana tuberculata (Donald) Bregman, Meerst., Melis & A.B.Pullen
- Matucana weberbaueri (Vaupel) Backeb.

## Coltivazione
Queste piante necessitano di un terriccio molto poroso e drenante normalmente composto da terra concimata e molta sabbia. L'esposizione dovrà essere di pieno sole e le annaffiature, regolari dall'inizio della primavera, dovranno essere sospese del tutto nel periodo invernale, periodo in cui la pianta andrà conservata ad una temperatura non inferiore ai 7 °C.

## Riproduzione
La riproduzione viene effettuata per seme depositando gli stessi in un letto umido di terra fine e sabbia e mantenuti alla temperatura di 21 °C. Quando le piantine inizieranno ad emettere spine all'apice sarà il momento di invasarle.